# Патрик Руст
Патрик Руст (Лекеркер, 7. децембар 1995) је холандски брзи клизач.
На Светском првенству за јуниоре 2015. освојио је злато на 1500м и у екипној потери. На Светком првенству у вишебоју 2017. освојио је сребро. Такмичио се 2017. и на Светском првенству у појединачним дисциплинама где је на 1500м заузео шесто место.
На Олимпијским играма у Пјонгчангу 2018. освојио је сребрне медаље на 1500м и у екипној потери.